# Architecture Pueblo Revival

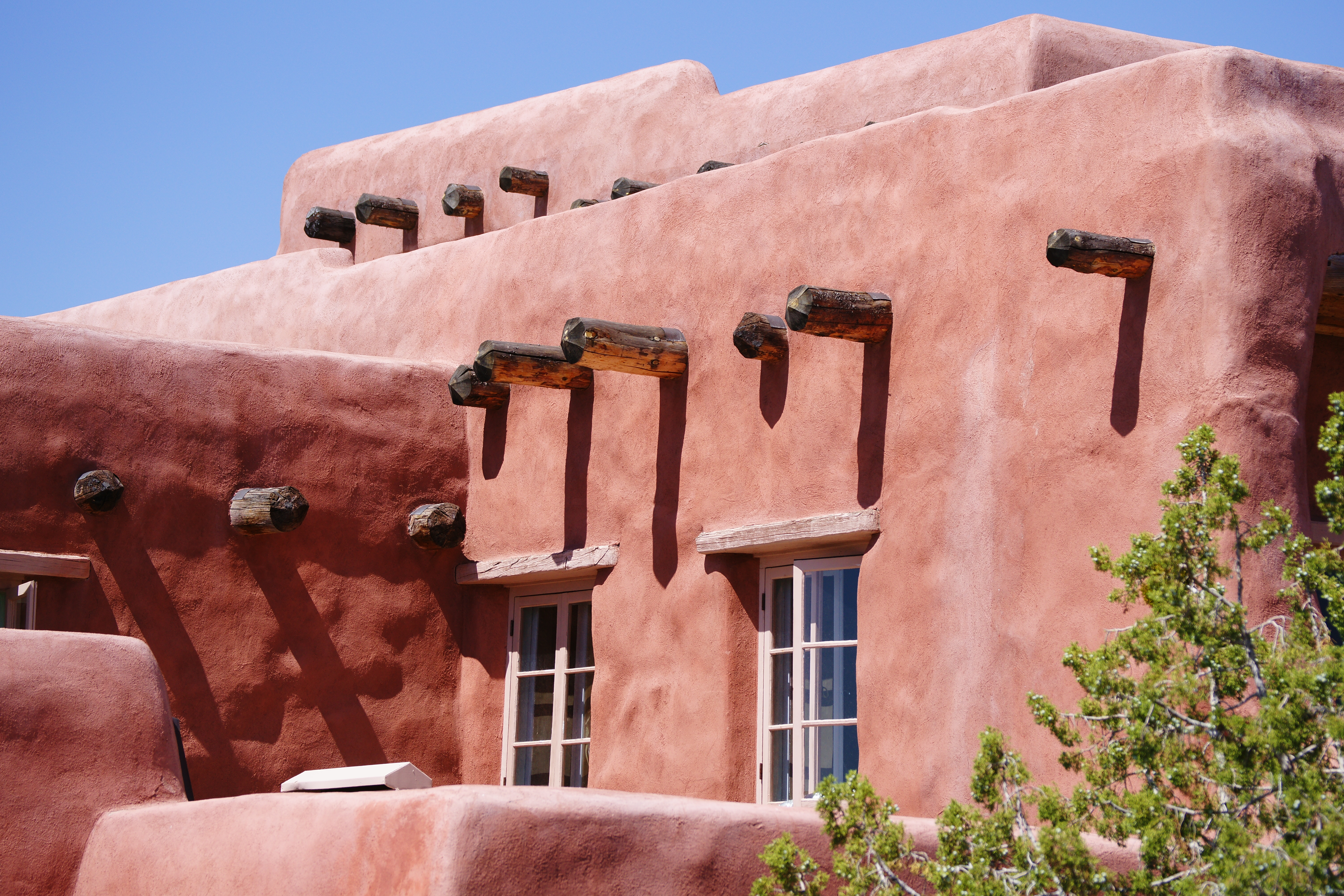
Détail de la Painted Desert Inn, un bâtiment dans le style Pueblo Revival au sein du parc national de Petrified Forest, en Arizona.

L'architecture Pueblo Revival est un style architectural américain qui se rencontre dans le Sud-Ouest des États-Unis. Tirant son inspiration de l'architecture des Pueblos, et dans une moindre mesure de celle des missions espagnoles du Nouveau-Mexique, elle apparaît au début du XXe siècle et atteint son pic de popularité durant l'entre-deux-guerres avec des architectes comme Lyle E. Bennett, John Gaw Meem, Martin L. Hampton, Isaac Rapp ou Carlos Vierra.
Elle se caractérise par des bâtiments aux toits plats mais bordés de parapets prolongeant des murs épais, souvent peints dans des couleurs terreuses, avec seulement de petites ouvertures, et desquels protrudent des poutres en bois caractéristiques appelées vigas. Le Mesa Verde Administrative District, dans le sud-ouest du Colorado, en est un exemple des plus représentatifs.
La rencontre de cette architecture avec l'Art déco a donné lieu à l'architecture Pueblo Deco.

## Exemples

### En Arizona

#### À Casa Grande
- Le Casa Grande Hospital.
- Le Casa Grande Stone Church.
- Le Casa Grande Woman's Club Building.
- Le Cruz Trading Post.
- La Fisher Memorial Home.

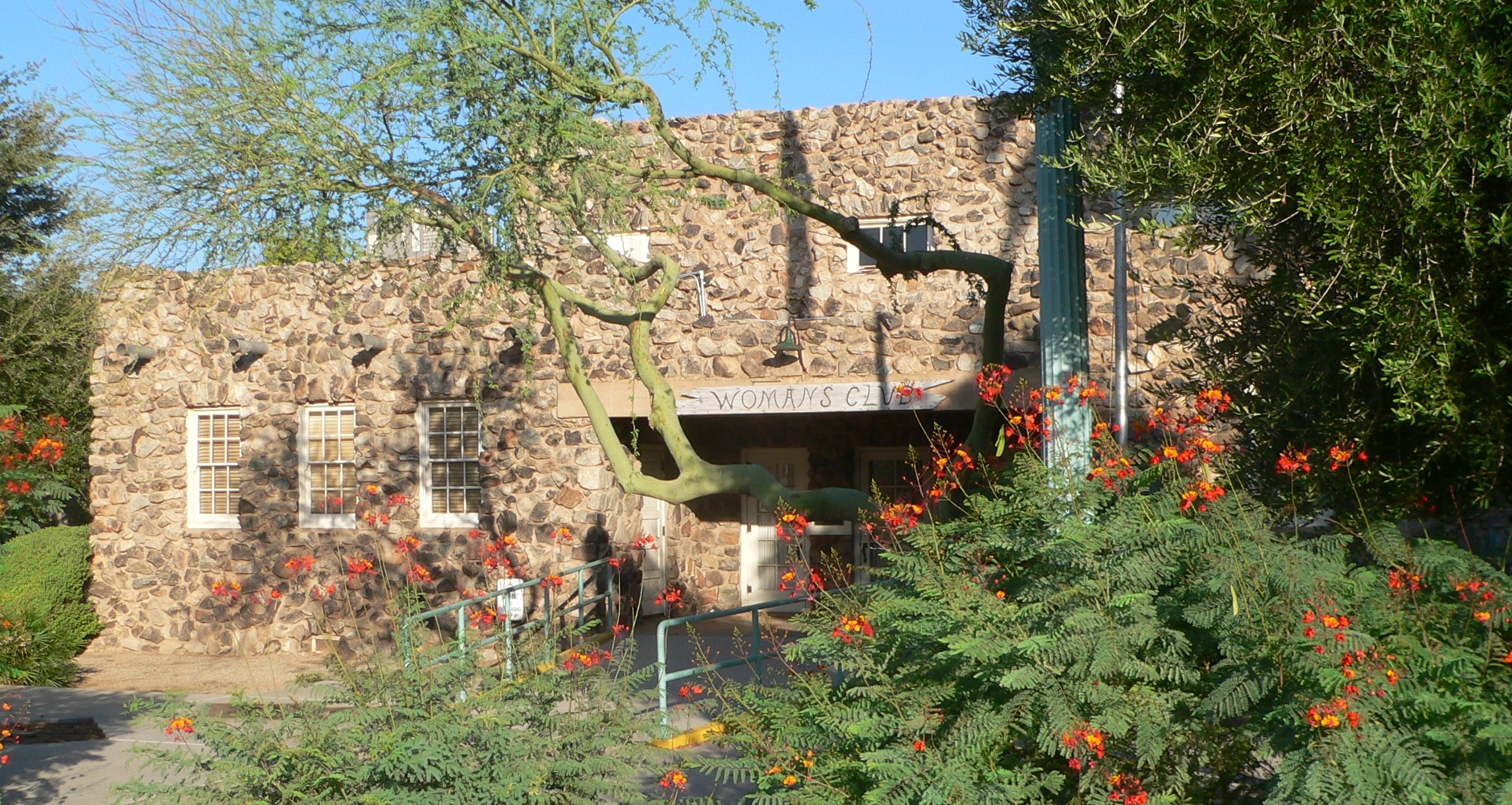
Le Casa Grande Woman's Club Building, à Casa Grande, en Arizona.

- La Henry and Anna Kochsmeier House.
- La Walter Wilbur House.

#### À Phoenix

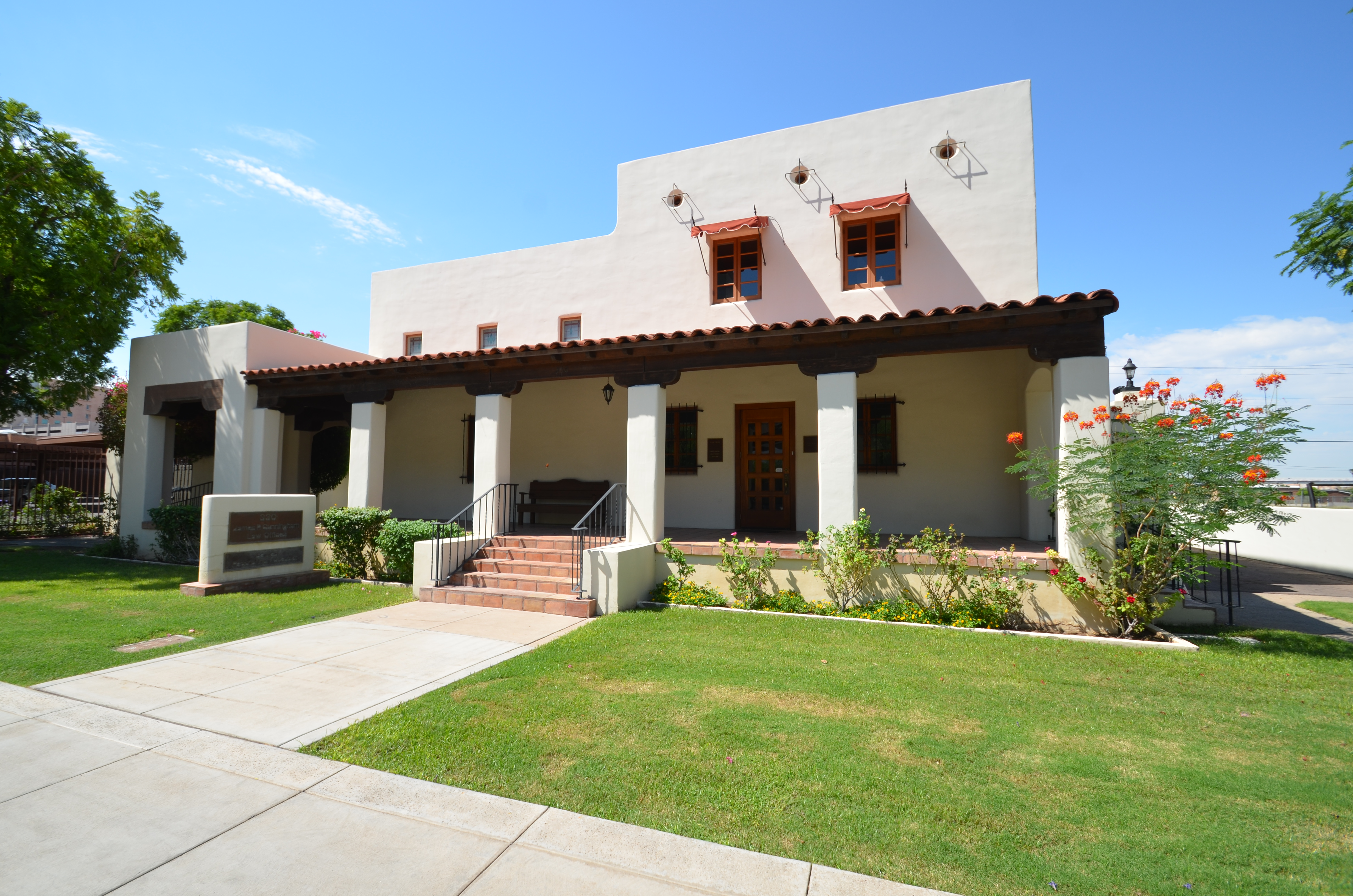
La J. T. Whitney Funeral Home, à Phoenix, en Arizona.

- La David Morgan-Earl A. Bronson House.
- Le district historique d'Encanto-Palmcroft.
- La J. T. Whitney Funeral Home.
- La Louis J. Bohn and Gertrude Lee House.
- Le district historique des Phoenix Homesteads.
- La Ralph Converse House.
- La Squaw Peak Inn.
- Le Webster Auditorium.

#### À Tucson

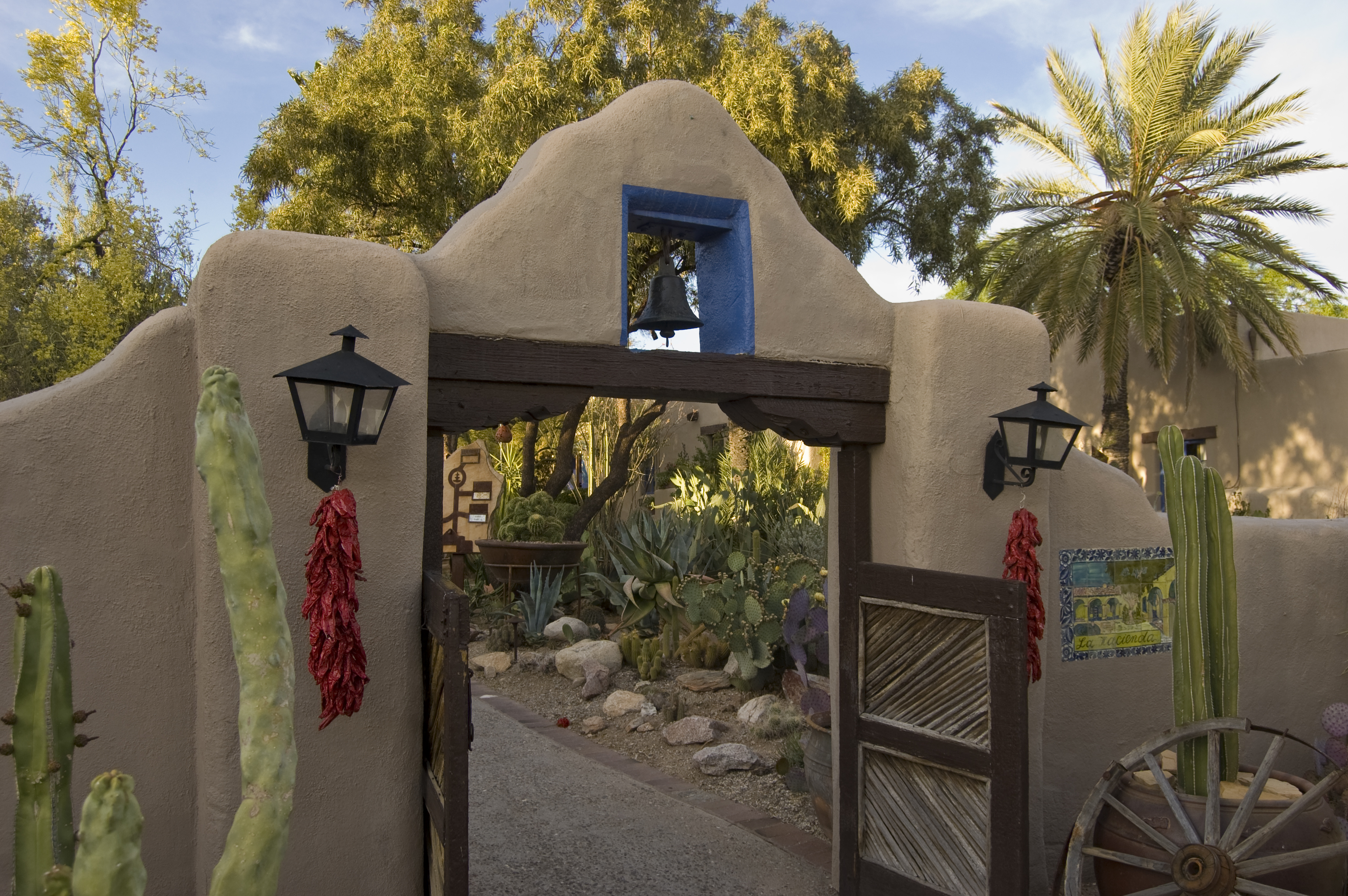
Le Hacienda Del Sol Guest Ranch Resort, à Tucson, en Arizona.

- Le district historique de Blenman-Elm.
- Le district historique de Catalina Vista.
- Le district historique de Colonia Solana Residential.
- Le Hacienda Del Sol Guest Ranch Resort.
- L'Harold Bell Wright Estate.
- L'Indian House Community Residential Historic District.
- Le district historique de Jefferson Park.
- Le district historique de Sam Hughes Neighborhood.
- Le district historique de Sunshine Mile.
- L'USDA Tucson Plant Materials Center.

#### Ailleurs en Arizona
- L'Arizona Rancho.
- Le Buckhorn Baths Motel.
- La Casa del High Jinks.
- Le Deep Well Ranch.

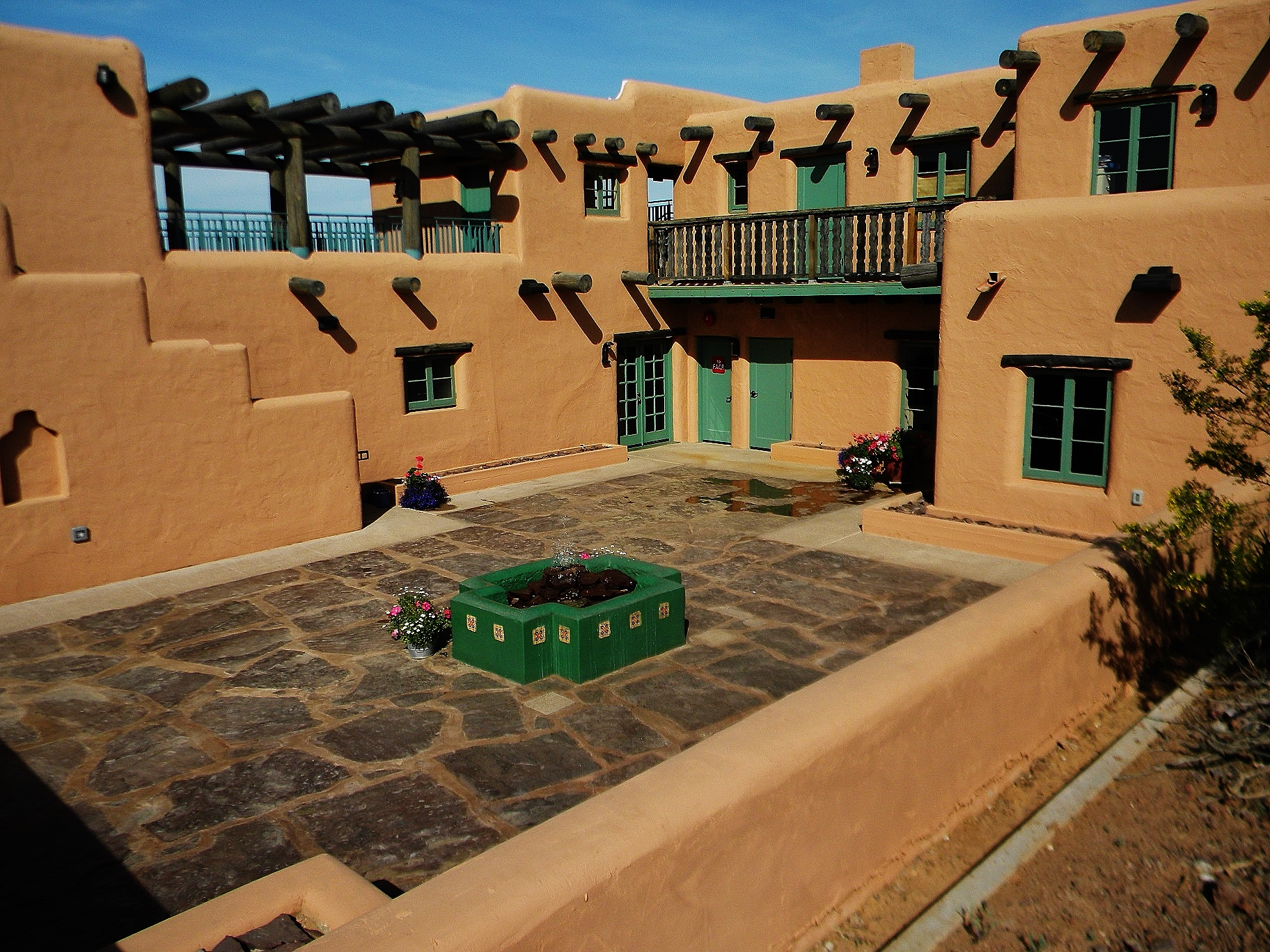
La Rose Eisendrath House, à Tempe, en Arizona.

- Le district historique de The DeGrazia Gallery in the Sun.
- La Edward L. Jones House.
- Le Kinjockity Ranch.
- La Lowell Ranger Station.
- La McCullough–Price House.
- La Naco Border Station.
- La Navajo Nation Council Chamber.
- La Painted Desert Inn.
- Le Peach Springs Trading Post.
- La Rose Eisendrath House.
- Le Thunderbird Lodge.
- The Wigwam.
- Le Willcox Women's Club.

### En Californie

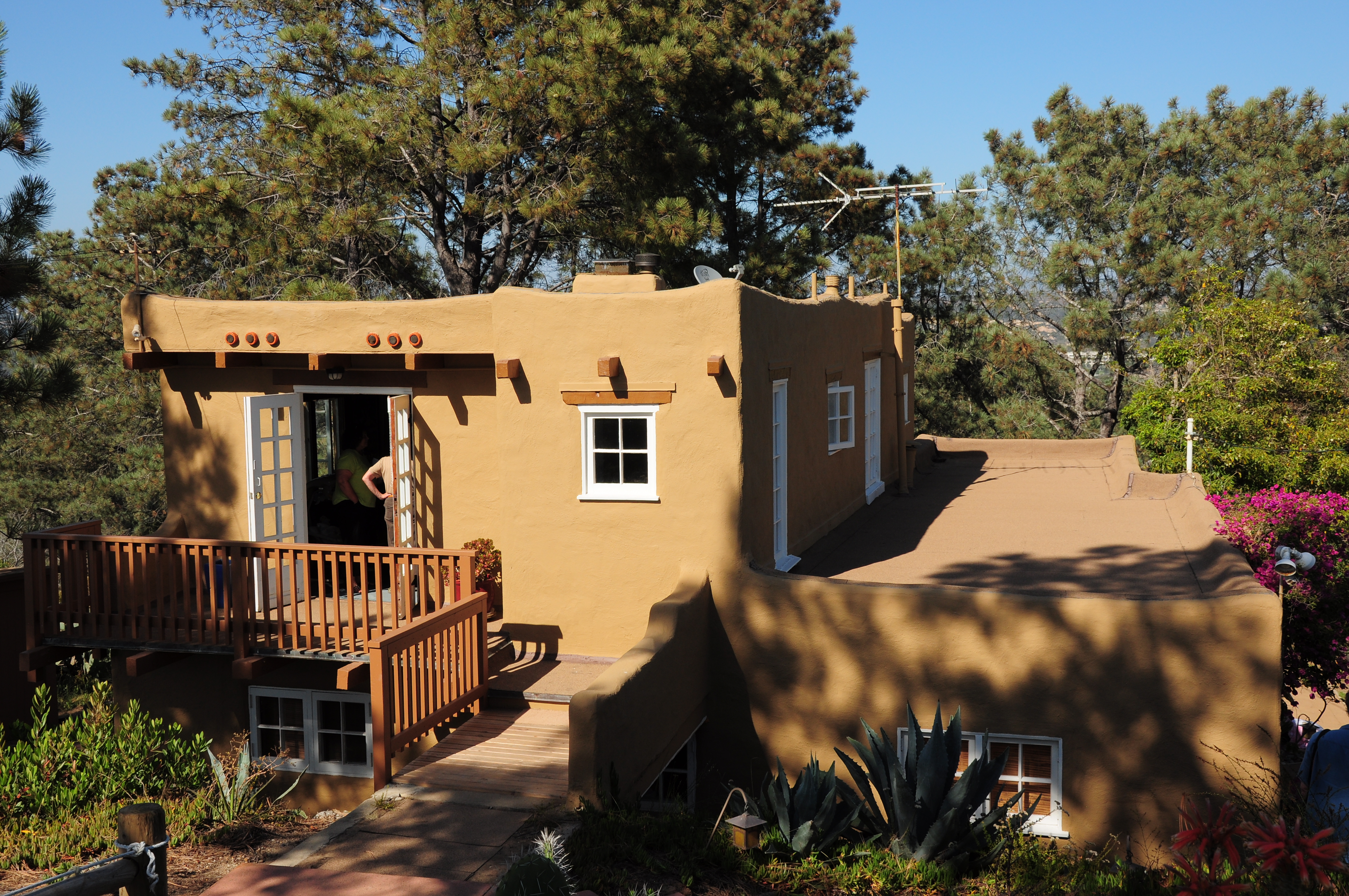
La Guy and Margaret Fleming House, à San Diego, en Californie.

#### À San Diego
- L'Audrey Geisel University House.
- Le Balboa Park Club.
- La Guy and Margaret Fleming House.
- Le Palisades Building.
- Le Torrey Pines Lodge.

### Au Colorado
- Le Colorado Music Hall of Fame.
- Le Coronado Motel.
- L'Ertel Funeral Home.
- The Fort.

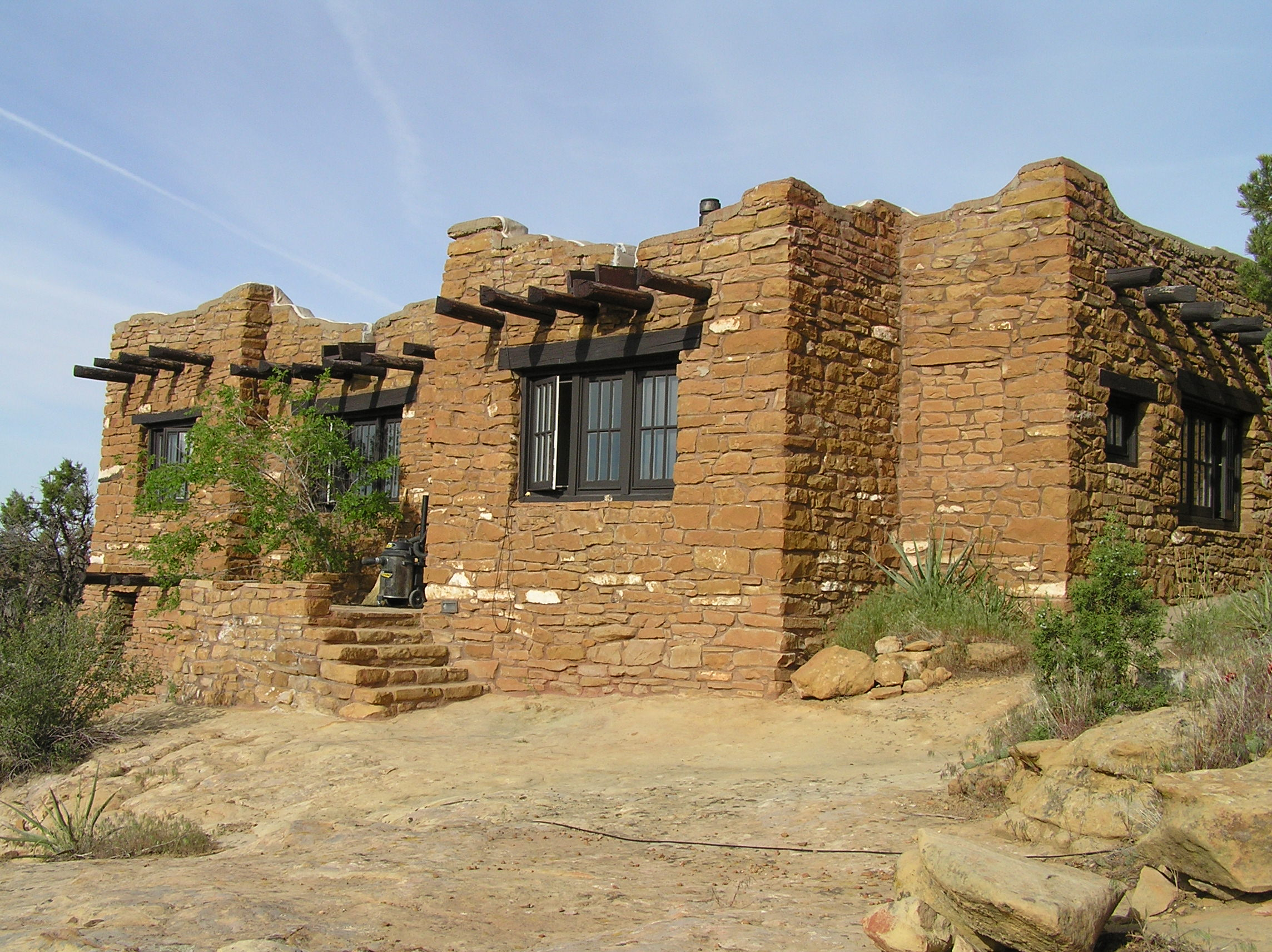
Un bâtiment du Mesa Verde Administrative District, dans le parc national de Mesa Verde, au Colorado.

- Le Mesa Verde Administrative District.
  - Le Chapin Mesa Archeological Museum.
- Le Koshare Museum.
- La Monte Villa Inn.
- Le Monument Lake Park Building and Hatchery Complex.
- Le Pueblo Mountain Park.
- La Reginald Sinclaire House.
- La Taylor Memorial Chapel.

### En Floride

#### À Miami Springs

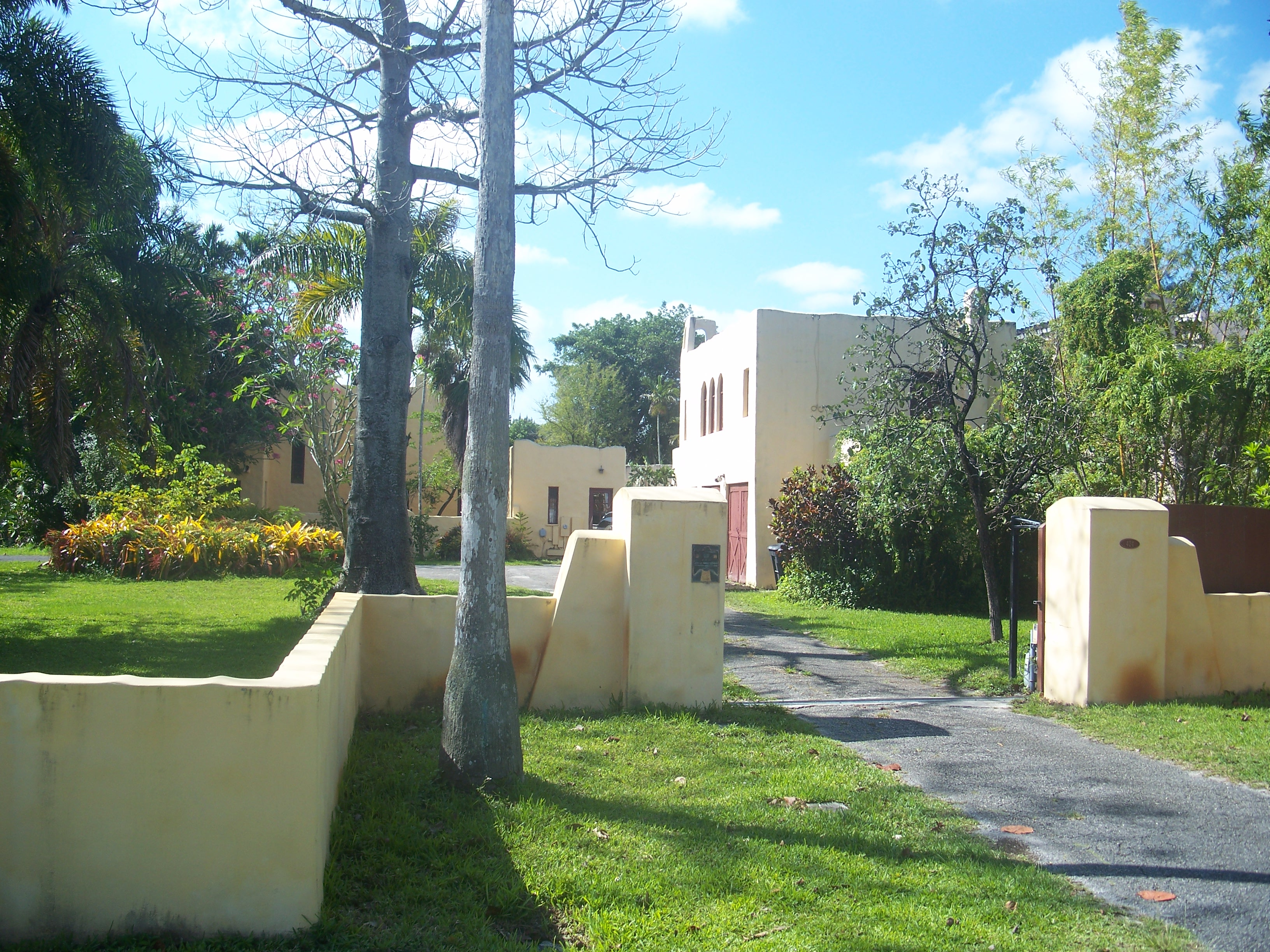
La Millard–McCarty House, à Miami Springs, en Floride.

- Le Clune Building.
- La G. Carl Adams House.
- Le Glenn Curtiss Mansion.
- La Hequembourg House.
- La Lua Curtiss House I.
- La Lua Curtiss House II.
- La Millard–McCarty House.
- L'Osceola Apartment Hotel.

### Au Nouveau-Mexique

#### À Albuquerque

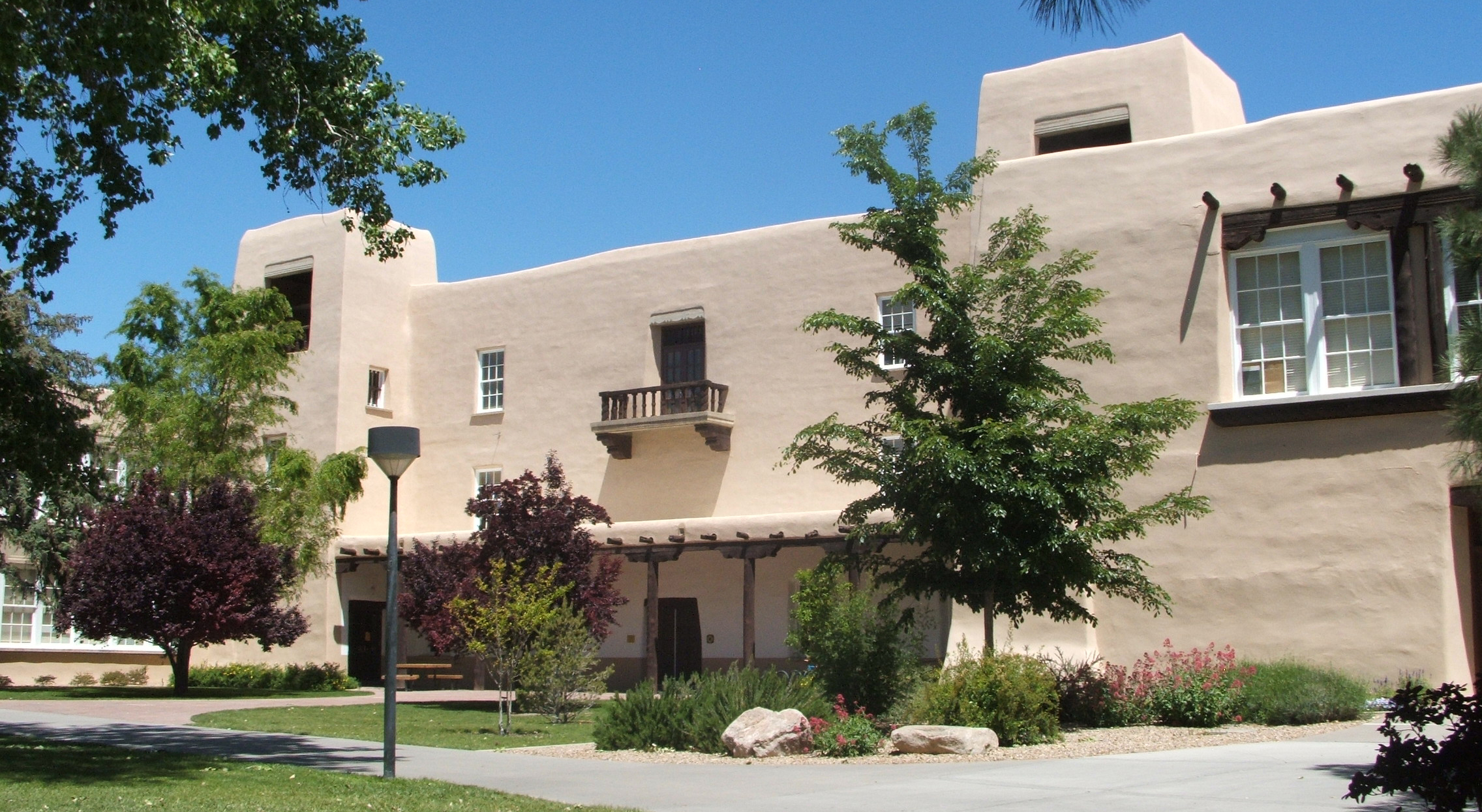
Le Scholes Hall, à Albuquerque, au Nouveau-Mexique.

- L'Albuquerque Veterans Administration Medical Center.
- L'Art Annex.
- Le Barelas Community Center.
- Le Carlisle Gymnasium.
- L'El Vado Motel.
- L'Enchanted Mesa Trading Post.
- L'Estufa.
- Le Heights Community Center.
- L'Hodgin Hall.
- La James N. Gladding House.
- La Jonson Gallery and House.
- Le Luna Lodge.
- Le La Mesa Motel.
- La Monte Vista Fire Station.
- L'Old Albuquerque Municipal Airport Building.
- L'Old Main Library.
- L'Our Lady of Mt. Carmel Church.
- La President's House.
- Le Sara Raynolds Hall.
- Le Scholes Hall.
- Le Tewa Lodge.
- Le district historique de Vista Larga Residential.
- La West San Jose School.
- La William J. Leverett House.
- La Zimmerman Library.

#### À Santa Fe
- L'Alfred M. Bergere House.

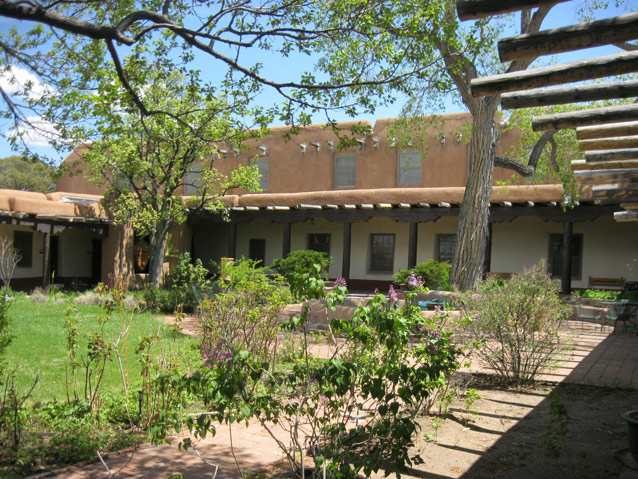
Le National Park Service Southwest Regional Office, à Santa Fe, au Nouveau-Mexique.

- La B. J. O. and Margaret Doolittle Nordfeldt House.
- Le district historique de Camino del Monte Sol.
- La Carlos Vierra House.
- Le cimetière national de Santa Fe.
- La Cristo Rey Church.
- Le Connor Hall.
- Le Dillon Hall.
- La Dodge-Bailey House.
- Le Don Gaspar Bridge.
- L'Everret Jones House.
- Le Fairview Cemetery.
- La Fonda.
- La Fort Marcy Officer's Residence.
- Le Georgia O'Keeffe Museum.
- Le Laboratory of Anthropology.
- Le Museum of Contemporary Native Arts.
- La Laboratory of Anthropology Director's Residence.
- Le National Park Service Southwest Regional Office.
- Le New Mexico Museum of Art.
- Le New Mexico School for the Deaf Hospital.
- L'Old Santa Fe County Courthouse.
- Le Palace of the Governors.
- La Posada de Santa Fe.
- La Santa Fe Indian School.
- La School for Advanced Research.
- La Superintendent's Residence.

#### À Taos
- Le Couse-Sharp Historic Site.

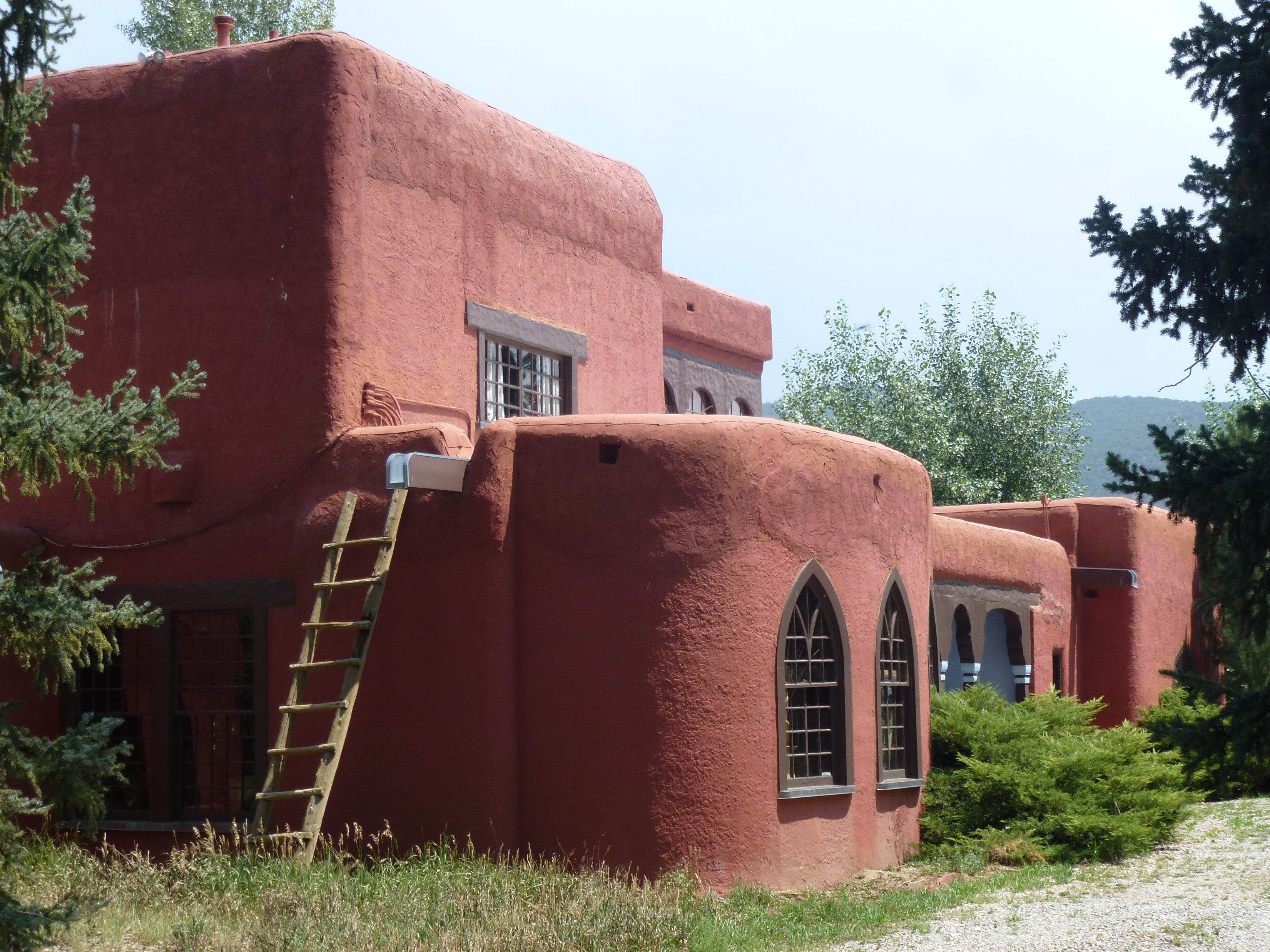
La Leon Gaspard House, à Taos, au Nouveau-Mexique.

- Le district historique d'E. Martin Hennings House and Studio.
- La Ernest L. Blumenschein House.
- L'Harwood Museum of Art.
- La Hernández-Manby House.
- La Leon Gaspard House.
- La Mabel Dodge Luhan House.
- La Nicolai Fechin House.
- Le district historique de Taos Downtown.
- La Taos Inn.

#### Ailleurs au Nouveau-Mexique
- Las Acequias.
- L'Alamogordo Woman's Club.

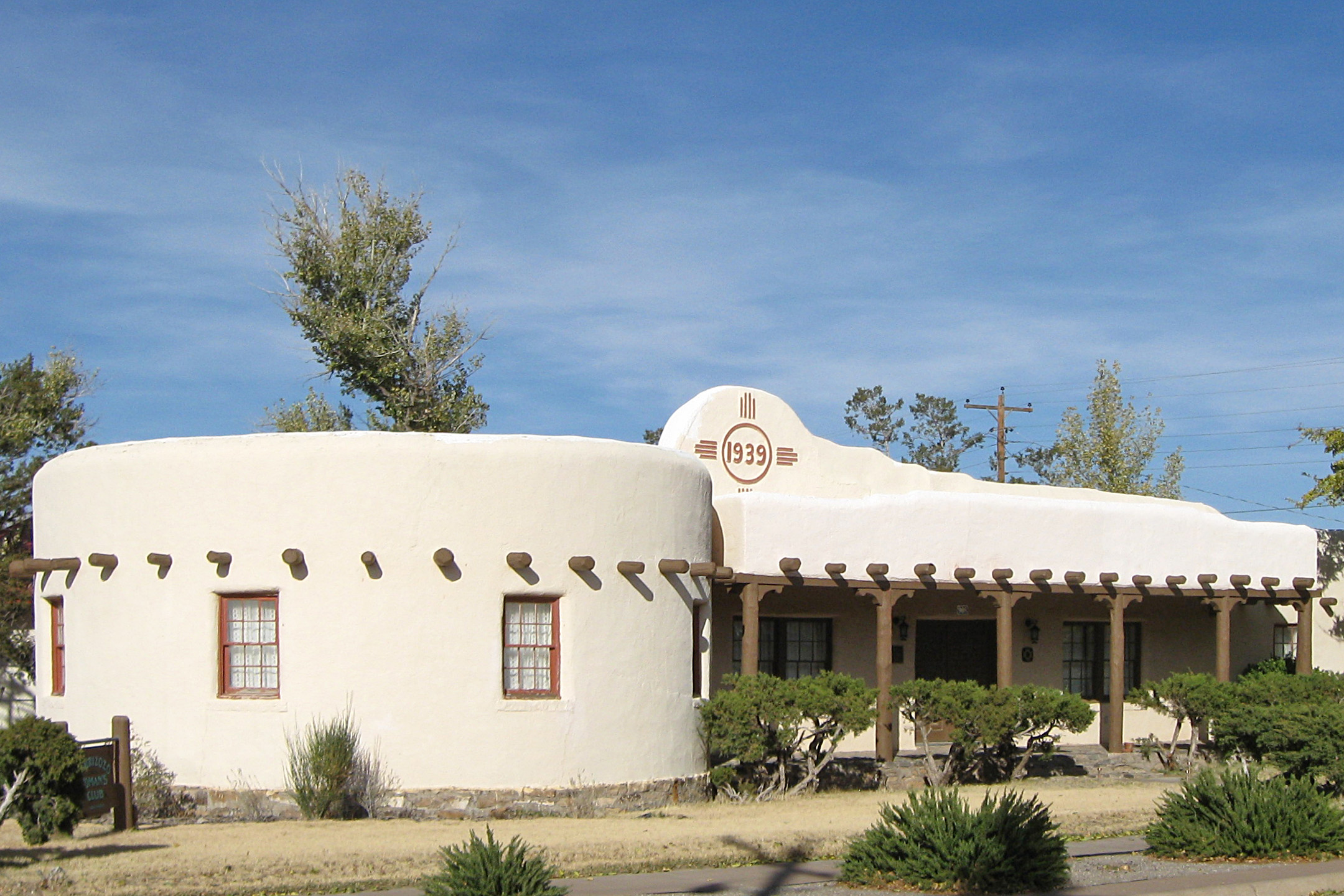
Le Carrizozo Woman's Club, à Carrizozo, au Nouveau-Mexique.

- L'Albert Schmidt House and Studio.
- L'Amistad Gymnasium.
- L'Arch Hurley Conservancy District Office Building.
- L'Aztec Ruins Visitor Center.
- Le district historique de Bandelier CCC.
- Le Belen City Hall.
- Le Branigan Cultural Center.
- La Bueyeros School.
- Le Cactus Motor Lodge.
- Le Carrizozo Woman's Club.
- Le district historique de The Caverns.
- Le Chimayo Trading Post and E.D. Trujillo House.
- La Clayton Public Library.
- Le district historique des Clayton Public Schools.
- Le district historique de Downtown Deming.
  - Le Morgan Hall.
- Le district historique d'Elephant Butte.
- Le Forked Lightning Ranch.
- Le district historique de Gallup Commercial.
  - La Gallup Post Office.
- Le Lincoln National Forest Service Building.
- La Lordsburg-Hidalgo County Library.
- Le district historique de Mesilla Park.
- Le district historique de Metropolitan Park Bathhouse and Pool.
- L'Old Doña Ana County Courthouse.
- La Rattlesnake Springs Pump House.
- La Robert H. Goddard House.
- La Roosevelt School.
- Le Rough Riders Museum.
- Le Silver City Woman's Club.
- Le Tularosa Original Townsite District.
- Le district historique de Valmora Sanatorium.
- Le district historique du White Sands National Monument.
  - Le White Sands Visitor Center.

### Au Texas
- Le Border Theater.

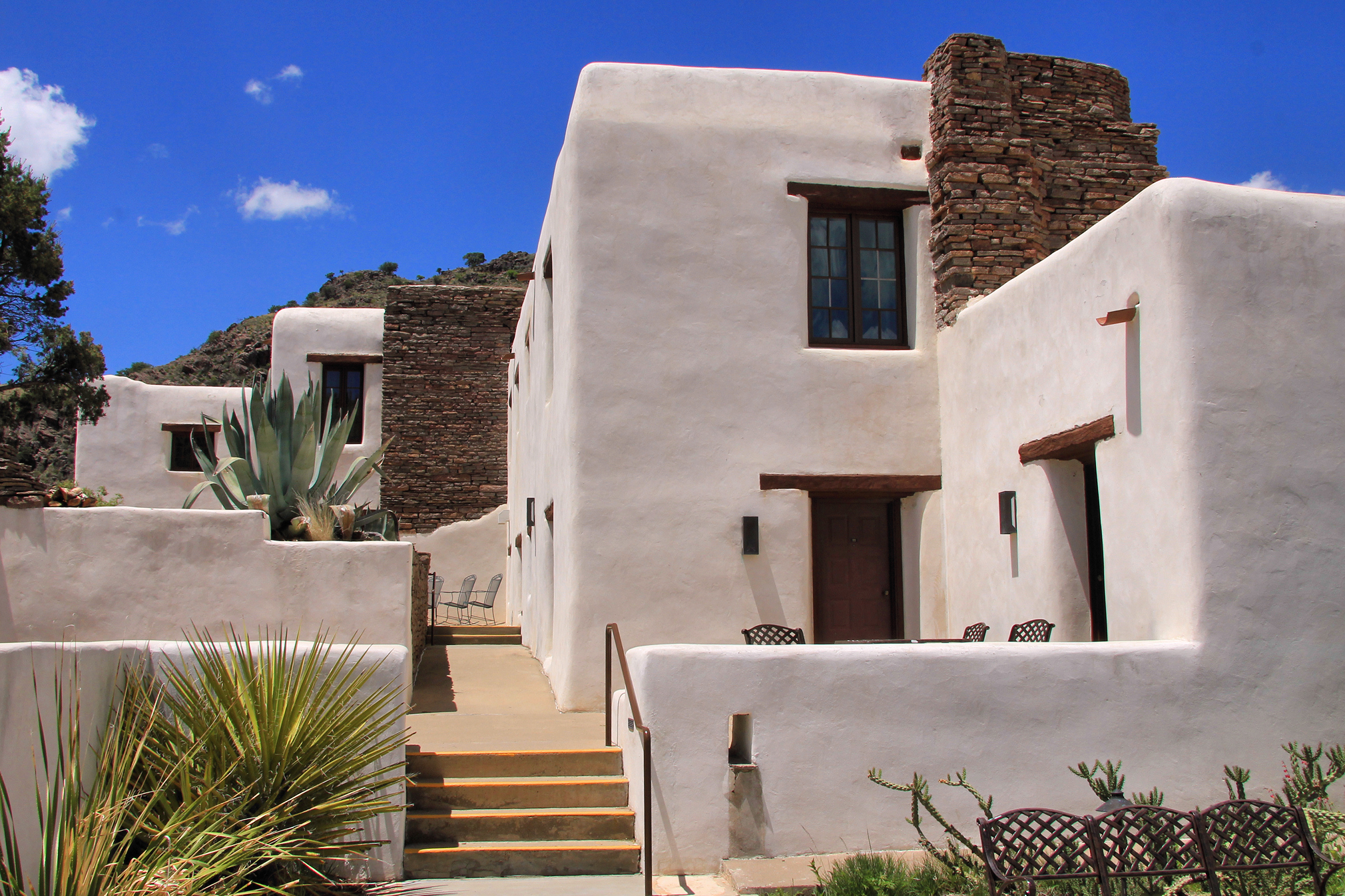
L'Indian Lodge, dans le parc d'État des Davis Mountains, au Texas.

- Le district historique des Holden Properties.
  - La William Curry and Olive Price Holden House.
- L'Indian Lodge.
- Le Kell Field Air Terminal.
- L'hôtel Kyle.
- La Municipal Swimming Pool.
- La Zimmerman House.

### Ailleurs aux États-Unis

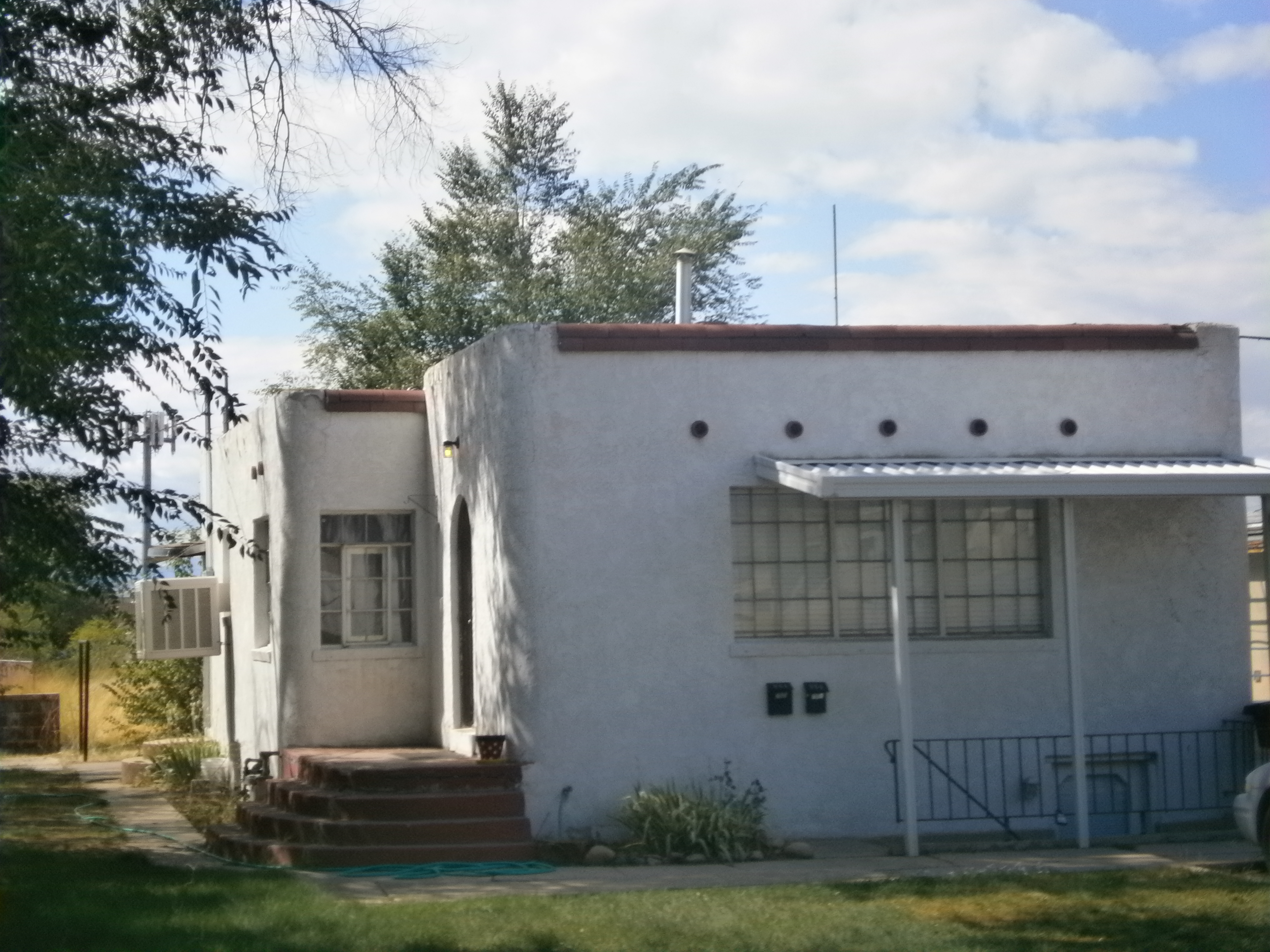
L'Alvin and Grace Washburn House, à Orem, dans l'Utah.

- L'Alvin and Grace Washburn House, dans l'Utah.
- Le district historique du Las Vegas High School Neighborhood, au Nevada.
- Le Lost City Museum, au Nevada.
- La North Casper Clubhouse, au Wyoming.
- Le Sayre City Park, en Oklahoma.
- Le Virgin Valley Heritage Museum, au Nevada.